# Conwy (hrabství)
Conwy je jedno z hrabství a administrativní oblast na severu Walesu ve Spojeném království. Správním centrem je město Conwy.

## Historie
Od roku 1996 patří mezi městská administrativní hrabství, v letech 1974 - 1996 byl na tomto území distrikt Aberconwy a většina distriktu Colwyn z hrabství Gwynedd a Clwyd. Původními tradičními hrabstvími na tomto území byly Denbighshire a Caernarvonshire.

## Města
- Colwyn Bay – největší město hrabství
- Conwy – správní centrum
- Llandudno